# Weare, New Hampshire
Weare är en kommun (town) i Hillsborough County i delstaten New Hampshire i USA med 8 785 invånare (2010).